# Rudolph Sohm
Gotthard Julius Rudolph Sohm (født 29. oktober 1841 i Rostock, død 16. maj 1917 i Leipzig) var en tysk retslærd.
Sohm blev 1866 privatdocent i Göttingen, 1870 ekstraordinær professor sammesteds, samme år ordentlig professor i Freiburg i. B., 1872 i Strasbourg, 1887 i Leipzig. Sohm var en af det udgående 1800-tallets flersidigste og originaleste retslærde: retshistoriker, dogmatiker, romanist, kirkeretslærer og kirkehistoriker.
Som retshistoriker brød han ny vej, ikke mindst på den frankiske retsordens felter: Der Prozess der Lex Salica (1867), det ufuldendte Die Altdeutsche Reichs- und Gerichtsverfassung. Erster Band. Die Fränkische Reichs- und Gerichtsverfassung (1871. Nyt optryk 1911. Oversat på fransk af Marcel Thévénin 1873), Fränkisches Recht und römisches Recht. Prolegomena zur deutschen Rechtsgeschichte (1880) og Lex Ribuaria et lex Francorum Chamavorum. Ex monumentis Germaniæ historicis recusæ (1883).
Vigtige retshistoriske problemer behandlede han i Das Recht der Eheschliessung aus dem deutschen und canonischen Recht geschichtlich entwickelt (1875), som mødte modsigelse hos Emil Friedberg i dennes bog Verlobung und Trauung (1876), der atter fremkaldte Sohms svar Trauung und Verlobung (1876), Zur Geschichte der Auflassung (festskrift til Thöl, 1879), Die deutsche Genossenschaft (1889) og Die Entstehung des deutschen Städtewesens (1890).
Efter Windscheids udtræden af kommissionen til udarbejdelse af en almindelig borgerlig lovbog for Tyskland (1883) faldt loddet på Sohm, der udøvede betydelig indflydelse på udkastet ved dettes anden "læsning"; i afhandlinger som Über den Entwurf eines burgerlichen Gesetzbuchs für das Deutsche Reich in zweiter Lesung (1896), Der Gegenstand — i Sohms, Eduard Hölders og Emil Strohals festskrift til Heinrich Degenkolb Drei Beiträge zum burgerlichen Recht (1905) — og Bürgerliches Recht (i Paul Hinnebergs Die Kultur der Gegenwart II afdeling VIII 1906) behandlede Sohm spørgsmål fra den borgerlige rets område; Sohms »Der Gegenstand« fremkaldte E.I. Bekkers omfattende protestbog Grundbegriffe des Rechts und Misgriffe der Gesetzgebung (1910).
Sohms romanistiske evner gav sig litterært udslag i Institutionen. Geschichte und System des römischen Privatrechts (1883, 17. opl., bearb. af Ludwig Mitteis, udg. af Leopold Wenger 1923). Sohms berømte Kirchenrecht. Erster Band. Die geschichtlichen Grundlagen (1892), der hævder, at kirkerettens historie er bestemt ved den grundtanke, at kirkeretten er i modstrid med kirkens væsen, fremkaldte i Tyskland et røre omtrent som Søren Kierkegaards sidste skrifter i Danmark og gav anledning til en hel litteratur. Max Reischle, Emil Friedberg, Ulrich Stutz, Wilhelm Kahl og andre og i Norden Gabriel Skagestad og Edvard Rodhe.
Imod Sohms Wesen und Ursprung des Katholizismus (1909) trådte Adolf von Harnack i marken med Entstehung und Entwickelung der Kirchenverfassung und des Kirchenrechts (1910), hvorpå Sohm svarede i et forord til andet aftryk af den førnævnte afhandling (1912). I en festgave til Karl Binding (1914) offentliggjorde Sohm et udsnit af kirkerettens anden del, Weltliches und geistliches Recht, men det geniale arbejde er forblevet en mægtig torso; efter Sohms død udgav Erwin Jacobi og Otto Mayer Das altkatholische Kirchenrecht und das Dekret Gratians (1918) og 1923 den ufuldendte anden del Katholisches Kirchenrecht.
Ualmindelig påskønnelse i den teologiske verden vandt Sohms Kirchengeschichte im Grundriss (1887, 19. opl. 1917. Oversat på norsk af J.D. Johnson med forord af Gisle Johnson 1891, 2. oplag 1900, på svensk af Andreas Fernholm 1890). Også en lang række afhandlinger, anmeldelser og lignende udgik fra Sohms flittige pen. Sohm var en idealistisk personlighed. Med mund og pen, som foredragsholder og i talrige småskrifter virkede han ivrig for sociale fremskridt fra sit dybtreligiøse stade.